# Gloria Akuffo
Gloria Akuffo (sinh ngày 31 tháng 12 năm 1954) là một luật sư người Ghana đến từ Akropong-Akuapem ở khu vực phía Đông và Shai Osudoku ở khu vực Greater Accra. Cô là cựu Phó Tổng chưởng lý và hiện là Tổng chưởng lý cho Ghana. Cô là Trưởng phòng Tố tụng tại Blay và Cộng sự.

## Giáo dục
Gloria Akuffo tốt nghiệp năm 1979 tại Đại học Ghana với bằng Cử nhân (Hons) về Luật và Khoa học Chính trị. Cô trở thành luật sư và luật sư của Tòa án tư pháp tối cao Ghana, ghi danh tại Hiệp hội luật sư Ghana năm 1982. Cô là một đối tác sáng lập trong một công ty pháp lý tư nhân, Owusu-Yeboa, Akuffo & Associates, ở Accra.

## Chính trị
Từ 2001 đến 2005 Akuffo là Thứ trưởng Bộ Tư pháp và Phó Tổng chưởng lý, người phụ nữ đầu tiên giữ các vị trí này. Năm 2005-06, cô là Thứ trưởng của Vùng Accra. Được bổ nhiệm làm Bộ trưởng Hàng không năm 2008, bà là Cố vấn trưởng về vụ kiện Bầu cử 2013 trước Tòa án Tối cao.

## Đơn kiện bầu cử năm 2012
Gloria là thành viên chủ chốt của nhóm pháp lý của Đảng Yêu nước Mới trong bản kiến nghị bầu cử năm 2012.